# Eufemia de Calcedonia
Eufemia de Calcedonia (Calcedonia, 288-16 de septiembre de 303) es venerada como santa y mártir de la Iglesia católica y de la Iglesia ortodoxa. Existe otra santa del mismo nombre (Santa Eufemia de Orense) la cual es en ocasiones confundida con ésta.

## Biografía
Eufemia era la hija de un senador llamado Filofronos y de su mujer Teodosia, de Calcedonia (Bitinia), localidad en la entrada oriental del Bósforo, enfrente de la ciudad de Bizancio, posteriormente denominada Constantinopla y actualmente Estambul. Desde su nacimiento fue consagrada a la virginidad.
El gobernador de Calcedonia, Prisco había decretado que todos los habitantes de la ciudad participaran en los sacrificios a la deidad pagana Ares. Eufemia fue descubierta con otros cristianos que se escondían en una casa, rindiendo culto al Dios cristiano, desafiando las órdenes del gobernador. Debido a su negativa a sacrificar, fueron torturados durante varios días, y luego entregados al emperador para nuevas torturas. Todo ello para que los cristianos sacrificaran a Ares. Eufemia, la más joven de ellos, fue separada de sus compañeros y sometida a tormentos particularmente duros, incluida la rueda, con la esperanza de quebrantar su espíritu. Se cree que murió por las heridas de un oso salvaje en la arena bajo el emperador Diocleciano (284-305). Posteriormente se construyó una magnífica catedral en Calcedonia sobre su tumba.

## Milagro durante el Concilio de Calcedonia
El Concilio de Calcedonia fue el cuarto Concilio Ecuménico de la Iglesia cristiana, y tuvo lugar en la ciudad de Calcedonia, en el año 451. En él se repudió la doctrina monofisista de Eutiques y se estableció el Credo calcedoniano, que describe la "plena humanidad y la plena divinidad” de Jesucristo, la Segunda Persona de la Santísima Trinidad.
El concilio se llevó a cabo en la catedral consagrada a su nombre. Estuvieron presentes en el concilio 630 representantes de todas las iglesias cristianas locales. Tanto el monofisismo como los ortodoxos estaban bien representados en el concilio, por lo que las reuniones fueron muy controvertidas, y no podría alcanzarse el consenso. El Patriarca de Constantinopla Anatolio sugirió al consejo que la decisión se dejara al Espíritu Santo, a través de Santa Eufemia.
Ambas partes escribieron una confesión de su fe y la pusieron en la tumba de la santa, que fue sellada en presencia del emperador Marciano (450-457), poniendo el sello imperial sobre ella y estableciendo una guardia para vigilarlo durante tres días. Durante estos días las dos partes ayunaron y rezaron. Después de tres días, la tumba se abrió y el rollo con la confesión ortodoxa estaba en la mano derecha de Santa Eufemia, mientras que el rollo de los monofisistas yacía a sus pies.

Este milagro fue atestiguado en una carta enviada por el Consejo al Papa León I:

Por eso fue Dios, que actuaba, y la triunfante Eufemia, que coronaba la asamblea como si fueran unas nupcias, y que tomando nuestra definición de fe como su propia confesión, la presentó a su desposado por nuestros piadosísimos emperador y emperatriz, amantes de Cristo, apaciguado todo tumulto de los oponentes, y estableciendo nuestra confesión de que la verdad es aceptable para Él, poniendo su sello con mano y lengua a nuestros votos en proclamación de ello.
Kevin Knight ed.,Letter from the Synod of Chalcedon to Leo,letter 98

## Reliquias
Alrededor de 620, como consecuencia de la conquista de Calcedonia por los persas de Cosroes II en 617, las reliquias de Santa Eufemia fueron transferidas a Constantinopla. Allí, durante las persecuciones de los iconoclastas, se dice que su relicario fue arrojado al mar, de donde fue recuperado por dos armadores, los hermanos Sergio y Sergonos, que pertenecían al partido ortodoxo, entregándolo al obispo local, que lo escondió en una cripta secreta. Las reliquias fueron luego llevadas a la isla de Lemnos, y en 796 volvieron a Constantinopla.
Más tarde fueron robadas por los cruzados. La cabeza de la santa fue llevada por los caballeros templarios a su sede de Nicosia (Chipre).
En la ciudad malagueña de Antequera, de donde es patrona la santa desde la reconquista del Infante don Fernando "El de Antequera" a los musulmanes (1410), un ángel custodio llamado "angelote", que tiene función de veleta en la torre de la Real Colegiata de San Sebastián (torre más alta de la ciudad -60 metros-), contiene en su pecho un relicario en el que permanece una reliquia de la santa mártir calcedoniense.
Hoy día se cree que la mayoría del resto de las reliquias se guardan en la basílica de Rovinj (Croacia).

## Festividades
La primera fiesta de Santa Eufemia celebrada por la cristiandad en Oriente y Occidente fue el 16 de septiembre, en conmemoración de su martirio. Adicionalmente, los ortodoxos orientales conmemoraron su milagro en el concilio de Calcedonia el 11 de julio.
Cuando finalizó la persecución de Diocleciano, los cristianos pusieron las reliquias de Santa Eufemia en un sarcófago dorado colocado en la iglesia dedicada a la santa. Las reliquias atrajeron a multitud de peregrinos durante siglos. Luego fueron llevadas a Constantinopla en 616, en tiempos de la invasión persa y permanecieron intactas en la iglesia del patriarcado de Phara.
Santa Eufemia es venerada en Croacia, Italia, Francia, Argentina, México, Portugal y España. En España, es patrona de Antequera, y en el año 2010 se celebró su Sexto Centenario como Patrona. El 14 de abril de 1410 se le apareció al infante don Fernando "el de Antequera", que iba a recuperar las tierras a los musulmanes, y ella le dijo: "No temas y que nos salga el sol por Antequera". Luego, al conquistar la ciudad, se la eligió como su santa patrona. También es patrona de los municipios de Pereruela (Zamora), Villamediana de Iregua (La Rioja),Villafranca (Navarra), Villaseco del Pan y de Santa Eufemia (Córdoba), [ La Zarza,(Valladolid), España]

## Cultura popular
Santa Eufemia es venerada por los cristianos ortodoxos orientales, no solo por su virginidad y martirio, sino también por su contribución al fortalecimiento de la fe ortodoxa. Sus festividades se celebran con especial solemnidad en el mundo ortodoxo, y se han erigido iglesias en su honor en todo el mundo cristiano.

## Santa Eufemia elegida Patrona de Antequera
También, Santa Eufemia es Patrona Ganadora de la Ciudad de Antequera desde 1410. La Sagrada Imagen tallada por el imaginero: Andrés Carvajal. Está en el Convento Patronal de Santa Eufemia. La imagen contiene en su mano izquierda una palma y a su mano derecha un libro; A sus pies dos leones simbolizando su martirio y el escudo de la Ciudad. La Sagrada Imagen lleva siendo Patrona de Antequera desde hace más de 600 años, por eso en 2010 se celebró el sexto centenario de su conmemoración. 
El sábado previo al 16 de septiembre Antequera celebra la procesión en honor de Santa Eufemia, realizándose las tradicionales candelas. No obstante, es al día siguiente cuando se conmemora con una Misa Solemne la onomástica de esta Santa y la toma de la ciudad por las tropas cristianas en 1410. En esta misa, que tiene lugar en la iglesia de Santa Eufemia, participa el Cabildo Municipal, el cual rinde el pendón de la ciudad a la titular de este templo.
El origen de esta tradición hay que buscarlo en los días siguientes a la conquista de la ciudad. Una vez designado Rodrigo de Narváez como alcalde de la villa y dotada ésta de escudo de armas, faltaba poner a Antequera bajo el amparo divino, buscándole un patrón que le sirviera de intercesor ante Dios. La costumbre de la época era nombrar protector de la ciudad al Santo cuya festividad coincidiera con la fecha de la conquista. Atendiendo a este criterio, el 16 de septiembre el Misal Romano incluía a San Cornelio, San Cipriano y Santa Eufemia. De manera que optaron por realizar un sorteo entre ellos, saliendo tres veces consecutivas el nombre de Santa Eufemia, mártir calcedoniense que fue elegida Patrona de Antequera.
En 2010, la Imagen Patronal recibió la medalla de oro de la Ciudad.
En Navarra recibe culto, entre otros lugares, en la parroquia de Villafranca y en la ermita de Santacara.